# Titanic (Oklahoma)
Titanic es un lugar designado por el censo ubicado en el condado de Adair en el estado estadounidense de Oklahoma. En el Censo de 2010 tenía una población de 356 habitantes y una densidad poblacional de 41,16 personas por km².

## Geografía
Titanic se encuentra ubicado en las coordenadas 35°53′26″N 94°44′27″O / 35.89056, -94.74083. Según la Oficina del Censo de los Estados Unidos, Titanic tiene una superficie total de 13.92 km², de la cual 13.82 km² corresponden a tierra firme y (0.73%) 0.1 km² es agua.

## Demografía
Según el censo de 2010, había 356 personas residiendo en Titanic. La densidad de población era de 41,16 hab./km². De los 356 habitantes, Titanic estaba compuesto por el 41.29% blancos, el 0.28% eran afroamericanos, el 41.57% eran amerindios, el 0% eran asiáticos, el 0% eran isleños del Pacífico, el 2.53% eran de otras razas y el 14.33% pertenecían a dos o más razas. Del total de la población el 6.46% eran hispanos o latinos de cualquier raza.